# Phytomyptera vitinervis
Phytomyptera vitinervis là một loài ruồi trong họ Tachinidae.